# Кривокора, Алексей Михайлович
Алексей Михайлович Кривокора — (16 октября 1927 — 12 августа 2004) — передовик советской чёрной металлургии, сталевар Златоустовского металлургического комбината Министерства чёрной металлургии СССР Челябинская область, Герой Социалистического Труда (1966).

## Биография
Родился в 1927 году в Ипатове в Ставропольском крае в русской крестьянской семье.
Завершил обучение в начальной школе. В 1935 году стал работать в местном колхозе погонщиком лошадей. Позже прошёл обучение в ремесленном училище.
В конце 1944 года был мобилизован в Красную Армию. Участник Великой Отечественной войны, затем — в РККА. С 1951 года — на хозяйственной, общественной и политической работе. В 1951—1983 гг. — будчик на угольной шахте в городе Новошахтинск, на рыболовецком предприятии в Камчатской области, подручный сталевара, сталевар, старший сталевар Златоустовского металлургического завода Министерства чёрной металлургии СССР.
Указом Президиума Верховного Совета СССР от 22 марта 1966 года за получение высоких результатов в металлургии Алексею Михайловичу Кривокоре было присвоено звание Героя Социалистического Труда с вручением ордена Ленина и медали "Серп и Молот.
Избирался депутатом Верховного Совета РСФСР 7-го созыва. Член КПСС. С 1983 года на пенсии.
Умер в Златоусте в 2004 году. Похоронен там же.

## Награды
За трудовые успехи была удостоена:
- золотая звезда «Серп и Молот» (22.03.1966)
- орден Ленина (22.03.1966)
- другие медали.
- Почётный металлург